# Maricopa (Califórnia)
Maricopa é uma cidade localizada no estado americano da Califórnia, no condado de Kern. Foi incorporada em 25 de julho de 1911.

## Geografia
De acordo com o United States Census Bureau, a cidade tem uma área de 3,9 km², onde todos os 3,9 km² estão cobertos por terra.

### Localidades na vizinhança
O diagrama seguinte representa as localidades num raio de 24 km ao redor de Maricopa.

## Demografia
Segundo o censo nacional de 2010, a sua população é de 1 154 habitantes e sua densidade populacional é de 297,04 hab/km². É a cidade menos populosa do condado de Kern. Possui 466 residências, que resulta em uma densidade de 119,95 residências/km².